# Dark & Wild
Dark & Wild es el álbum de estudio debut de la boy band surcoreana BTS. El álbum fue publicado el 19 de agosto de 2014 y contiene 14 canciones, con «Danger» como su sencillo principal. La banda luego promovió «War of Hormone», otro sencillo del álbum. Dark & Wild se colocó en el puesto 14 de los álbumes más vendidos en la Gaon Álbum Chart, en 2014.

## Historia
El 5 de agosto de 2014, Big Hit Entertainment publicó en YouTube un video titulado 방탄소년단 'DARK & WILD' Comeback Trailer, el cual presentaba animaciones de escenas contrastantes de un paraíso en un bosque y estructuras blancas y negras abandonadas, acompañadas por un rap de Rap Monster. El 7 de agosto de 2014, la compañía publicó las primeras fotos teaser para el álbum de estudio de BTS, y luego publicó la lista de canciones en el Facebook y Twitter oficial del grupo. Confirmó que serían 14 canciones, con «Danger» circulada en rojo, indicando que sería el sencillo principal. El grupo presentó un show para su regreso el 19 de agosto, interpretando «Let me Know», «Danger», y «War of Hormone».

## Videoclips
El 19 de agosto, el videoclip de «Danger» fue publicado simultáneamente con el álbum. El mismo presenta al grupo vestido de negro, bailando una coreografía en un túnel subterráneo, y un depósito con carritos de compra prendidos fuego.
El videoclip para «War of Hormone» fue publicado en YouTube el 21 de octubre de 2014, delante de promociones de BTS. El video presenta al grupo vestido en trajes retro, actuando descontrolados a la vista del personaje principal femenino. También muestra a los miembros bailando en conjunto al aire libre.

## Lista de canciones
| N.º   | Título | Escritor(es)                                                        | Duración |  |
| 1.    | «Intro: What am I to You?»                                                                                        | Pdogg, Rap Monster                                                  | 2:01     |  |
| 2.    | «Danger» | Thanh Bui, Pdogg, "Hitman" Bang, Rap Monster, Suga, J-Hope          | 4:05     |  |
| 3.    | «War of Hormone» (호르몬 전쟁; Horeumon Jeonjaeng)                                                                | Pdogg, Supreme Boi, Rap Monster, Suga, J-Hope                       | 4:26     |  |
| 4.    | «Hip Hop Lover» (힙합성애자; Hiphapseong-aeja)                                                                    | Pdogg, Rap Monster, Suga, J-Hope                                    | 4:17     |  |
| 5.    | «Let me Know» | Suga, Pdogg, Rap Monster, J-Hope                                    | 4:15     |  |
| 6.    | «Rain» | Slow Rabbit, Rap Monster, Suga, J-hope                              | 4:25     |  |
| 7.    | «BTS Cypher Pt. 3: Killer» (con Supreme Boi)                                                                      | Supreme Boi, Rap Monster, Suga, J-Hope                              | 4:28     |  |
| 8.    | «Interlude: What Are You Doing?» (Interlude: 뭐해; Interlude: Mwohae)                                             |                                                                     | 0:42     |  |
| 9.    | «Would You Turn Off Your Cellphone? / Can You Turn Off Your Phone?» (핸드폰 좀 꺼줄래; Haendeupon Jom Kkeojullae) | Pdogg, Rap Monster, Suga, J-Hope                                    | 3:54     |  |
| 10.   | «Blanket Kick» (이불킥; I-bul Kik)                                                                                | Shawn, "Hitman" Bang, Slow Rabbit, Pdogg, Rap Monster, Suga, J-Hope | 4:02     |  |
| 11.   | «24/7=Heaven» | Pdogg, Slow Rabbit, Rap monster, Suga, J-Hope                       | 3:46     |  |
| 12.   | «Look Here» (여기 봐; Yeogi Bwa)                                                                                  | 250, Jinbo, Rap Monster, Suga, J-Hope                               | 3:39     |  |
| 13.   | «2nd Grade» (2학년; I Hangnyeon)                                                                                  | Supreme Boi, Rap Monster, Suga, J-Hope                              | 3:55     |  |
| 14.   | «Outro: Does That Make Sense?» (Outro: 그게 말이 돼?; Outro: Geuge Mar-i Dwae?)                                   | SiMo, Supreme Boi                                                   | 2:53     |  |
| 50:50 | |                                                                     |          |  |

## Desempeño comercial
Dark & Wild debutó en el puesto número 2 en la Gaon Album Chart semanal la tercera semana de agosto de 2014 y tomó el tercer lugar en la lista mensual del mismo mes. El álbum también se posicionó tercero en la Billboard World Albums Chart y consiguió el puesto 27 en la Billboard Top Heatseekers.

## Posicionamiento en listas
| Lista (2014)                            | Posición pico |
| --------------------------------------- | ------------- |
| Corea del Sur (Circle)                  | 2             |
| Estados Unidos (World Albums)           | 3             |
| Estados Unidos (Top Heatseekers Albums) | 27            |

| Lista (2014)           | Posición pico |
| ---------------------- | ------------- |
| Corea del Sur (Circle) | 3             |

### Anuales
| País                             | Año  | Posición |
| -------------------------------- | ---- | -------- |
| Corea del Sur (Gaon Album Chart) | 2014 | 14       |
| Corea del Sur (Gaon Album Chart) | 2015 | 68       |
| Corea del Sur (Gaon Album Chart) | 2016 | 74       |
| Corea del Sur (Gaon Album Chart) | 2017 | 82       |
| Corea del Sur (Gaon Album Chart) | 2018 | 67       |

## Ventas y certificaciones
| País                 | Ventas   |
| -------------------- | -------- |
| Corea del Sur (Gaon) | 302,130+ |

## Premios y nominaciones
Golden Disk Awards
| Entrega | Año  | Receptor          | Premio      | Resultado |
| ------- | ---- | ----------------- | ----------- | --------- |
| 29na    | 2015 | BTS – Dark & Wild | Album Award | Ganador   |

## Historial de lanzamientos
| País          | Fecha                                               | Formato                      | Sello                                        |
| ------------- | --------------------------------------------------- | ---------------------------- | -------------------------------------------- |
| Corea del Sur | 20 de agosto de 2014                                | CD, descarga digital         | Big Hit Entertainment LOEN Entertainment     |
| Mundo         | 20 de agosto de 2014                                | Descarga digital             | Big Hit Entertainment LOEN Entertainment     |
| Taiwán        | 21 de noviembre de 2014 (Taiwan Edition)            | 2 CD + DVD, descarga digital | Big Hit Entertainment Universal Music Taiwan |
| Taiwán        | 8 de marzo de 2015 (Taiwan Special Limited Edition) | CD, descarga digital         | Big Hit Entertainment Universal Music Taiwan |
| Japón         | 18 de marzo de 2015 (Japan Edition)                 | CD + DVD                     | Big Hit Entertainment Pony Canyon            |